# La ronda
La ronda (títol original en francès: La Ronde) és una pel·lícula francesa dirigida per Max Ophüls el 1950. Ha estat doblada al català.

## Argument
Un narrador, el director del joc, presenta una sèrie d'històries que giren al voltant de trobades amoroses o galants. La ronda passa de la prostituta al soldat, del soldat a la dona de fer feines, de la dona de fer feines al fill de família, d'aquest a Emma, la senyora casada, d'Emma a Charles el seu marit, de Charles a Anna que dona la mà al poeta, que l'abandona per l'artista que no es resisteix al comte, el qual, anant amb la prostituta, tanca el cercle.

## Repartiment
- Gérard Philipe: El comte
- Simone Signoret: Léocadie, la prostituta
- Simone Simon: Marie
- Danielle Darrieux: Emma
- Serge Reggiani: El soldat Franz
- Daniel Gélin: Alfred
- Fernand Gravey: Charles
- Jean-Louis Barrault: Robert
- Odette Joyeux: Anna
- Isa Miranda: Charlotte
- Anton Walbrook: El director del joc
- Robert Vattier: El Professor Schüller
- Jean Clarieux: El brigadier
- Marcel Mérovée: Toni
- Charles Vissières: El conserge del teatre
- Jean Ozenne
- Jean Landier
- René Marjac
- Jacques Vertan

## Escenes deLa Ronda
1. La noia i el soldat
2. El soldat i la dona de fer feines
3. La dona de fer feines i el jove
4. El jove i la dona casada
5. La dona casada i el seu marit
6. El marit i la petite Anna
7. Anna i el poeta
8. El poeta i l'actriu
9. L'actriu i el comte
10. El comte i la noia

## Premis i nominacions

### Premis
- 1950: Millor disseny de producció al Festival Internacional de Cinema de Venècia per Jean d'Eaubonne
- 1950: Millor guió al Festival de Venècia per Jacques Natanson i Max Ophüls
- 1952: BAFTA a la millor pel·lícula

### Nominacions
- 1952: Oscar al millor guió original per Jacques Natanson i Max Ophüls
- 1952: Oscar a la millor direcció artística per Jean d'Eaubonne

## Critica
| «                                                   | Aquest vals desencantat, que Max Ophüls havia hagut d'amputar vint minuts per tranquil·litzar els puritans, va tenir un triomf públic malgrat una violenta denigració de part de la crítica. Es retreia a aquest moralista barroc que hagués aixecat un inventari de les diverses formes de llibertinatge i dels amors il·legítims. Res escabrós tanmateix en aquest congost virtuós d'escenes d'alcoves. Les paraules són amargues, tràgiques, justes un tenyit del cinisme cruel de Schnitzler, en el qual s'inspira. Max Ophüls aixeca una constatació d'una infinita tristesa sota l'aparença frívola d'un fresc sobre els discursos i els comportaments amorosos: la felicitat no existeix. El que pinta, fatalista, és la impossibilitat eternitzar els impulsos més purs, la desesperació del sentiment amorós de què hom es mofa per la febre del desig, la puresa trepitjada per les trobades efímeres, la ferida secreta de l'anima de cara a la infidelitat de les embriagueses. El temps, implacable, rosega l'amor, oblida el do, atia el vertigen de les conquestes, refreda els cors. Aquest frenesí desesperant i desesperat dels «ardits, mentides i perills constants» que teixeixen la lluita dels sexes, aquesta sinistra sarabanda de dones i d'homes enganyats per la comèdia del plaer és magistralment posada en escena. Els arabescos sensuals de la càmera formen part del tema de la pel·lícula: ball, angoixes i vertígens. | » |
| — Jean-Luc Douin, Télérama N° 2308, 6 abril de 1994 | |   |